# Логойск (горнолыжный центр)
Горнолыжный спортивно-оздоровительный центр «Логойск» — горнолыжный центр, расположенный на севере Минской области, в 32 километрах от Минска по трассе Минск-Витебск, недалеко от одноимённого города.

## Информация о горнолыжном центре

### Информация о трассах
- четыре горнолыжные трассы различной степени сложности. Оборудованы кресельной канатной дорогой.
- учебная трасса протяжённостью 120 м с перепадом высот 11 м. Оборудована бугельным подъёмником.
- пять трасс для беговых лыж и биатлона общей протяжённостью 13 км с суммарным перепадом высот 50 метров и стрельбищем на 14 мишенных установок.

### Дополнительная информация
- в вечернее время трассы освещаются.
- имеется система искусственного оснеживания.
- склоны трасс ровняются ратраком.

### Другие услуги
- Имеется: гостиница на 48 мест, гостевые домики, ресторан, кафе, пункт проката горнолыжного снаряжения, медпункт.
- в центре действуют крытые теннисные корты, мини-футбольное поле, лыжеролерная трасса, пейнтбол, верховая езда.

## Санкции ЕС
23 марта 2012 года Совет Европейского союза внёс Юрия Чижа и его компании, в том числе курорт под Логойском в «Чёрный список ЕС». 6 октября 2015 года суд Европейского союза отменил решение Совета ЕС о введении санкций против Чижа и его предприятий.